# Sent Pardós e Corbier
Sent Pardos Corbier (en francès Saint-Pardoux-Corbier) és un municipi francès situat al departament de la Corresa i a la regió de la Nova Aquitània.

## Demografia
| 1962                                       | 1968 | 1975 | 1982 | 1990 | 1999 | 2007 |
| ------------------------------------------ | ---- | ---- | ---- | ---- | ---- | ---- |
| 474                                        | 526  | 471  | 430  | 374  | 323  | 349  |
| Des de 1962: població sense dobles comptes |      |      |      |      |      |      |

## Administració
| Període   | Identitat    | Partit |
| --------- | ------------ | ------ |
| 2001-2008 | Alain Berger |        |
| 2008-     | Guy Deveix   |        |